# Hadım Sinan Pascha
Hadım Sinan Pascha (osmanisch خادم سنان پاشا, türkisch Hadım Sinan Paşa, bosnisch Sinan-paša Borovinić; * 1459; † 22. Januar 1517 bei Kairo) war ein osmanischer Staatsmann und von 1516 bis 1517 Großwesir des Osmanischen Reiches.

## Leben
Nach Dokumenten der Republik Ragusa stammte die Adelsfamilie Borovinić aus dem Dorf Borovinići bei Foča. Sinans Vorfahre Tvrtko Borovinić war ein naher Verwandter des Woiwoden des Königreichs Bosnien Radoslav Pavlović. Sinan begann seine Karriere als Eunuch (Hadım) im Palast des Sultans als einer der Akağalar, der weißen Palastdiener.
Ab Dezember 1496 war Sinan Sandschakbey von Bosnien. Von 1504 bis 1506 diente er als Sandschakbey von Herzegowina. In den Jahren 1507/08 erweiterte er die 1473 von einem früheren Sinan Pascha, welcher erster Sandschakbey von Herzegowina gewesen war, erbaute Mostar-Moschee. Von 1506 bis 1513 diente er dann als Sandschakbey von Smederevo.
Im Jahr 1514 ernannte ihn der Sultan zum Beylerbey von Anatolien. In der Schlacht bei Tschaldiran gegen die persischen Safawiden war er für die rechte Flanke verantwortlich. Nach dem siegreichen Ende wurde er zum Beylerbey von Rumelien ernannt, einem der prestigeträchtigen Ämter des Reiches. Seine nächste Mission war die Eroberung der Dulkadiriden im heutigen Süden der Türkei. Er besiegte Bozkurt von Dulkadir in der Schlacht von Turnadağ. Nach der Eroberung des Beyliks ernannte Selim I. Sinan am 25. April 1516 zum Großwesir.
Sinan war Selims Lieblingsgroßwesir. Er war aktiv an der Eroberung Syriens und Ägyptens beteiligt. Am 28. Oktober 1516 besiegte er eine Mamelucken-Armee in der Schlacht von Chan Yunis in der Nähe von Gaza. Am 22. Januar des folgenden Jahres kämpfte er in der Schlacht von Raydaniyya in Ägypten. In der osmanischen Kampftradition befand sich der Sultan fast immer im Hauptquartier des osmanischen Feldlagers. Aber die Schlacht von Raydaniyya war eine Ausnahme. Selim I. beschloss, die Mamelucken persönlich einzukreisen und beauftragte Sinan mit der Stellung im Hauptquartier. Der Plan war erfolgreich und die Mamelucken wurden besiegt. Bevor die Schlacht vorbei war, überfiel die Mamelucken-Kavallerie unter dem ägyptischen Sultan Tuman Bay allerdings das osmanische Hauptquartier und tötete Sinan, weil die Mamelucken dachten, er sei der Sultan. Nach der Schlacht drückte Sultan Selim I. seine Trauer aus und sagte: „Wir haben die Schlacht gewonnen, aber wir haben Sinan verloren.“